# NGC 1843
NGC 1843 је спирална галаксија у сазвежђу Орион која се налази на NGC листи објеката дубоког неба.
Деклинација објекта је - 10° 37' 36" а ректасцензија 5h 14m 6,1s. Привидна величина (магнитуда) објекта NGC 1843 износи 12,7 а фотографска магнитуда 13,4. Налази се на удаљености од 32,5000 милиона парсека од Сунца. NGC 1843 је још познат и под ознакама MCG -2-14-8, UGCA 107, IRAS 05117-1041, PGC 16949.